# Bancasi Airport

i8
i11
i13
Der Bancasi Airport (Filipino Paliparan ng Bancasi, Cebuano Tugpahanan sa Bancasi, IATA-Code: BXU, ICAO-Code: RPME) ist der Flughafen von Butuan City auf Mindanao in den Philippinen und befindet sich im Ortsteil Bancasi, wonach er benannt ist. Er liegt etwa 7 Kilometer vom Stadtzentrum entfernt direkt an der in Richtung Cagayan de Oro führenden Fernstraße. Es ist der einzige Flughafen der Provinz Agusan del Norte und der größte Flughafen in der Region Caraga.
Das Abfertigungsgebäude des Flughafens ist ein einstöckiges Gebäude, alle Bereiche sind ebenerdig angeordnet. Das Ein- und Aussteigen findet auf dem Vorfeld statt, da keine mit dem Terminalgebäude verbundene Fluggastbrücken vorhanden sind. 

## Zwischenfälle
- Am 26. Oktober 2007 überrollte ein Airbus A320-214 der Philippine Airlines (Luftfahrzeugkennzeichen RP-C3224) bei der Landung auf dem Flughafen Butuan/Bancasi das Landebahnende, fiel einen leichten Abhang herunter und kam zwischen Bäumen zum Stillstand. Alle 154 Insassen, sechs Besatzungsmitglieder und 148 Passagiere, überlebten den Unfall. Das Flugzeug wurde irreparabel beschädigt.[2]